# Dan Fleeman
Dan Fleeman, né le 3 octobre 1982 à Burton upon Trent, est un coureur cycliste britannique.

## Palmarès sur route

### Par années
- 2004
  -  Champion de Grande-Bretagne sur route espoirs
- 2005
  - 2e du Souvenir Vietto-Gianello
  - 2e du Grand Prix de Villapourçon
- 2008
  - 1re étape du Tour d'Estrémadure (contre-la-montre par équipes)
  - Tour des Pyrénées
- 2009
  -  Champion de Grande-Bretagne du contre-la-montre en côte
- 2010
  -  Champion de Grande-Bretagne du contre-la-montre en côte
- 2011
  - 3e du Ryedale Grand Prix
- 2017
  - Rutland-Melton International Cicle Classic

### Classements mondiaux
| Année            | 2007 | 2008 | 2009 | 2010 | 2011 | 2012 | 2013 | 2014  |
| ---------------- | ---- | ---- | ---- | ---- | ---- | ---- | ---- | ----- |
| UCI America Tour |      |      |      |      | 366e |      |      |       |
| UCI Asia Tour    | 259e |      |      |      |      |      |      |       |
| UCI Europe Tour  |      | 247e |      | 603e |      |      |      | 1002e |

## Palmarès en VTT
- 2014
  -  Champion de Grande-Bretagne de cross-country marathon